# Bollebygds härad
Bollebygd var ett härad i västra Västergötland i Sjuhäradsbygden beläget mellan Göteborg och Borås och omfattar delar i Härryda kommun och hela Bollebygds kommun. Häradets areal var 369,81 kvadratkilometer varav 343,32 land.  Häradets tingsplats låg i byn Flässjum, nu en del av tätorten Bollebygd och flyttade 1920 till Borås.

Häradsvapnet 1568.

## Häradsvapen
Häradet hade ursprungligen ett häradsvapen i form av en kanna, förebilden för Bollebygds kommunvapen.
Vapnet under 1600-talet hade blasoneringen: En blomsterurna med tre uppkommande blommor.

## Socknar
Bollebygds härad omfattade följande socknar:
I Bollebygds kommun
- Bollebygd
- Töllsjö

I Härryda kommun
- Björketorp

## Län, fögderier, domsagor, tingslag och tingsrätter
Häradet hörde mellan 1634 och 1998 till Älvsborgs län, därefter till Västra Götalands län. Björketorps socken tillhörde Göteborgs och Bohus län mellan 1971 och 1998. Församlingarna i häradet tillhörde Göteborgs stift. 
Häradets socknar hörde till följande fögderier:
- 1686–1917 Marks fögderi
- 1918–1990 Borås fögderi
- 1970–1990 Mölndals fögderi för Björketorps socken

Häradets socknar tillhörde följande domsagor, tingslag och tingsrätter:
- 1680-1919 Bollebygds tingslag i 
  - 1680–1695 Marks och Bollebygds häraders domsaga
  - 1696–1919 Marks, Vedens och Bollebygds häraders domsaga
- 1920–1947 Ås, Vedens och Bollebygds tingslag i Borås domsaga (Bollebygds, Ås, Gäsene och Vedens härader)
- 1948–1970 Borås domsagas tingslag i Borås domsaga

- 1971– Borås tingsrätt och dess domsaga för socknarna i Bollebygds kommun
- 1971–2010 Mölndals tingsrätt och dess domsaga för området i Härryda kommun, från 2010 i Göteborgs tingsrätt och dess domsaga